# César San Martín
César Eugenio San Martín Castro, (Lima, 30 de diciembre de 1955) es un abogado y magistrado peruano. Fue presidente de la Corte Suprema de Justicia de la República del Perú, de 2011 a 2012.

## Biografía
Estudió Derecho y Ciencias Políticas  en la Universidad Nacional Mayor de San Marcos, graduándose de abogado el 25 de septiembre de 1978. En 1990 finalizó su maestría en Ciencias Penales por la misma universidad. En el 2004 se graduó de Doctor en Derecho por la Universidad Nacional de San Agustín de Arequipa.
Fue empleado de la Corte Superior de Justicia del Callao desde 1976 a 1979. Luego, los dos años siguientes, entre 1979 y 1981, estuvo trabajando en la Sala Civil de la Corte Superior como relator titular. De 1981 hasta finales de 1982, fue Juez Instructor Provisional del 1° Juzgado de Instrucción del Callao. Los siguientes siete años -1983 a 1989-, fue Juez Instructor  Titular del 21° Juzgado de Instrucción de Lima. A inicios de 1989 empezó a trabajar como Vocal Titular de la  Sala de antiterrorismo de la Corte Superior de Lima, hasta ser cesado en 1992, año en que se dio el autogolpe fujimorista.
Sus detractores argumentan que a partir de ese entonces, empieza un rencor personal contra el expresidente Alberto Fujimori, dado que le quitó su puesto. Por lo que se sostiene que su juicio ya estaba de antemano empañado. Dado que antes del mismo, se asesoró con expertos en derecho español, para ver cómo encarcelar al expresidente de manera inequívoca y darle la máxima sanción dentro del marco legal. 
Luego participó del informe del PNUD -específicamente en el Programa de Gerencia Técnica- como Asesor de la Alta Dirección del Ministerio de Justicia en el año 1993.  En ese mismo año fue designado en diferentes comisiones jurídicas en el ámbito de Derecho Procesal Penal. En 1994 integró el Estudio Benítez, Mercado y Ugaz como abogado asociado. Para el año 2000 pasó a ser socio principal de dicho Estudio. Sin embargo, al reincorporarse a la judicatura renunció al Estudio. 
El 9 de marzo de 2004 retornó al Poder Judicial, al ser nombrado Vocal de la Sala Penal Permanente de la Corte Suprema de Justicia, por el Consejo Nacional de la Magistratura. En el 2005 fue elegido miembro del Consejo Directivo de la Academia de la Magistratura, designado por la Sala Plena de la Corte Suprema de Justicia.
En diciembre del 2010 fue elegido presidente de la Corte Suprema de Justicia, asumiendo al mismo tiempo la presidencia del Poder Judicial, para el periodo 2011-2012. Actualmente sigue ejerciendo como vocal supremo. 
En el 2018, fue protagonista de los CNM Audios en una llamada que protagonizó con el expresidente de la Corte del Callao, Walter Ríos pidiendo un favor personal para que se aceleren unos trámites judiciales que concernían a una hermana suya. El 5 de febrero del 2021 fue suspendido por 30 días de su cargo al ser sancionado por la Junta Nacional de Justicia por este acontecimiento.

## Juicio de Alberto Fujimori
En el año 2007 se inició en Lima el juicio contra el expresidente Alberto Fujimori, el cual fue presidido por César San Martín como vocal Supremo de la Sala Penal Especial. Fue un juicio oral largo y tedioso de 161 sesiones, se pudo encontrar a Fujimori como autor mediato de los delitos que se le acusaba.
A lo largo del proceso, César San Martín, como presidente de la sala que llevaba el proceso, remarcó al expresidente su condición como procesado.  Desde la primera audiencia -llevada a cabo el 10 de diciembre de 2007- San Martín fue tajante y no permitió que el expresidente hiciera del proceso su circo mediático. Con una pequeña frase: "Acusado Fujimori, aquí mando yo; usted solo tiene que contestar si es o no es culpable", demostró la autonomía de la sala en el proceso, aunque los partidarios de Fujimori aseguran que eso daba indicios de la orientación política de la futura sentencia por "autoría mediata", forma de autoría que se había usado pocas veces en el Perú, aunque contaba ya con el importante antecedente del juicio a Abimael Guzmán, líder de la organización terrorista Sendero Luminoso.
Los  principales temas observados por la Sala Penal Especial que fundamentaron la sentencia fueron divididos en tres grupos. El primero estaba relacionado con las pruebas ofrecidas por la Fiscalía, la parte civil y la defensa del acusado. El segundo grupo desarrollaba los temas sobre la actuación del Presidente de la República y con respecto al control del terrorismo, de las Fuerzas Armadas, del Servicio de Inteligencia Nacional y  de la Dirección Nacional de Inteligencia. Por último, el tercer grupo evaluado abarcó los casos de Barrios Altos, La Cantuta y Los Sótanos SIE (Servicio de Inteligencia del Ejército).
El 7 de abril del 2009, San Martín sentenció a Fujimori a 25 años de prisión, aplicando la pena más severa. Esta condena fue confirmada el 30 de diciembre de 2009 por la Corte Suprema de Justicia.
No obstante, la sentencia fue criticada fuertemente por los medios de comunicación y los grupos políticos a favor de Fujimori, aludiendo que dicha sentencia ya estaba redactada antes de que se dé inicio al proceso. Rolando Sousa, congresista fujimorista del congreso 2006-2011, sacó a la luz un correo del 17 de abril del 2008 enviado por el abogado Gonzalo del Río Labarthe a César San Martín, indicando que la sentencia había sido escrita desde el exterior y con anterioridad.  
César San Martín rechazó toda alusión de fraude y respondió que todo magistrado puede recibir aportes de otros colegas antes de emitir una sentencia, aunque sea un aporte para como condenar por "autoría mediata" no tipificada en el código penal peruano. Igualmente, San Martín criticó la intercepción que hicieron del correo electrónico, por ser  obtenidos de  manera ilegal. Sin embargo, a pesar de ello, negó interponer alguna denuncia, manifestando que sus preocupaciones eran otras.
La carrera judicial de San Martín no ha estado exenta de otras polémicas no menos. Un anterior Consejo Nacional de la Magistratura le eximió de responsabilidad por un doctorado en Derecho por la Universidad Nacional San Agustín de Arequipa que no cumplía los requisitos de la Ley Universitaria 23733, por una grabación que revelaba presiones hechas a la jueza Rojjasi que investigaba el caso Chavín de Huántar, por haber fallado dos veces a favor del Banco de Crédito del Perú aún figurando como apoderado de esa entidad y por aparecer dos veces su apellido anotados en una agenda de la primera dama Nadine Heredia dentro de unas gestiones indebidas para liberar penalmente al exPresidente Ollanta Humana del caso Madre Mía, referente a violaciones de Derechos Humanos en una base militar en la selva.

## Docencia
César San Martín también se ha desempeñado como docente a lo largo de su trayectoria jurista. En 1983 fue profesor contratado a tiempo parcial de la Facultad de Derecho de la Pontificia Universidad Católica del Perú, enseñando los curso de derecho Penal (I, II y III), Derecho Procesal Penal e Investigación Jurídica I.
En el 2004 fue nombrado titular del curso Derecho Procesal Penal, además de tomar las cátedras de las maestrías en Derecho Penal y Derecho Procesal en la misma universidad (PUCP). 
También se ha desempeñado como catedrático de la maestría en Derecho en la Universidad de Piura y UPAO.